# Rainbow (manga)
Rainbow (RAINBOW 二舎六房の七人?, Rainbow: Nisha rokubō no shichinin, lett. "Arcobaleno: I sette criminali dell'area 2 cella 6") è un manga seinen scritto da George Abe e illustrato da Masasumi Kakizaki. È stato pubblicato in Giappone da Shogakukan sulle riviste Weekly Young Sunday e Big Comic Spirits, e raccolto in 22 volumi tra il 5 aprile 2003 e il 27 febbraio 2010. In Italia, il manga è edito da Planet Manga dal 19 ottobre 2013. È stato adattato in anime da Madhouse e VAP, diretta da Hiroshi Koujina, e trasmesso in Giappone in 26 episodi dal 6 aprile al 28 settembre 2010. Nel 2005, il manga ha vinto lo Shogakukan Manga Award nella categoria generale insieme a Taiyō no mokushiroku.

## Trama

Verza, Soldato, Smascherato, Joe, Tartaruga e Mario

Anno 1955. Dieci anni dalla fine della seconda guerra mondiale, il Giappone non si è ancora economicamente ripreso. Questa situazione di povertà e disagio porta sei ragazzi a compiere atti di violenza e furti per i quali vengono rinchiusi nel riformatorio di Shōnan, vicino a Tokyo. Nella sesta cella del secondo edificio, questi sei ragazzi tra i sedici e diciassette anni — Mario, Suppon (Tartaruga), Baremoto (Smascherato), Kyabetsu (Verza), Heitai (Soldato) e Joe — incontrano Rokurouta Sakuragi, poi soprannominato Anchan (Fratellone). Il rapporto di amicizia che si verrà a creare tra questi giovani, permetterà loro di coltivare i propri sogni e di non perdere la speranza per un futuro migliore, mentre la vita all'interno del riformatorio sarà un duro inferno da affrontare.

### Personaggi principali
Rokurouta Sakuragi: diciottenne, lui è il più grande dei 7 protagonisti, e per questo viene chiamato dagli altri Fratellone, "Anchan". Inoltre Rokurouta pratica la boxe, e il suo sogno è quello di diventare un campione. Il motivo per cui Fratellone si trova in riformatorio, è la falsa accusa di aver ucciso il padre, che si è suicidato a seguito del suo traumatico rientro dalla guerra e la sua incapacità di riadattarsi al mondo. Prima dell’arrivo degli altri ragazzi nella cella 2 dell’edificio 6, il Fratellone aveva avuto un altro compagno di cella, Hagino, che a seguito degli abusi da parte del dottor Sasaki si era tolto la vita lasciando un biglietto in cui spiegava la sua decisione, che viene trovato da Sakuragi. Per questo il dottore vuole evitare che lui esca vivo dal riformatorio, per impedirgli di denunciarlo; infatti, il Fratellone verrà preso di mira costantemente dalla guardia Ishihara, complice del dottore, ma resterà in silenzio mostrando molto carattere pur di non subire un'ulteriore pena.
Mario Minakami: diciassettenne, è il leader non ufficiale dei 5 ragazzi. È stato condannato dopo aver inflitto lesioni mortali ad un insegnante quando ha scoperto che l'uomo aveva appena violentato una studentessa. Ha litigato con Sakuragi il primo giorno in cui si sono incontrati, prendendole però di santa ragione. Da allora, Mario ha cominciato ad ammirare Sakuragi, iniziando ad allenarsi nella boxe sotto la sua supervisione, dimostrandosi abbastanza talentuoso.
Noboru Maeda: sedicenne, soprannominato Tartaruga, è il più piccolo dei sette ragazzi. Fu mandato al riformatorio per furto, truffa, insolvenza fraudolenta e molti altri crimini che non furono mai rivelati durante la sua detenzione. Ha perso tutta la sua famiglia in un'esplosione atomica. Nonostante non abbia abilità nel combattimento, ha mascelle molto potenti, delle quali è piuttosto fiero. Dopo aver lasciato il riformatorio, diventa un uomo d'affari del mercato nero guadagnando grandi quantità di denaro, vendendo sigari nelle vicinanze dell'Esercito USA.
Ryuuji Nomoto: diciassettenne, soprannominato Smascherato, è il più intelligente dei sette ragazzi. Fu arrestato per truffa e rapina, in particolare nei centri commerciali. Quando era giovane, lui e sua madre erano molto poveri. Dopo aver appreso che sua madre vendeva il suo corpo per guadagnarsi da vivere, era diventato diffidente verso tutti. Fu solo dopo aver incontrato Sakuragi e gli altri che imparò ad apprezzare di nuovo l'amicizia. Sebbene non abbia capacità di combattimento, è incredibilmente intelligente, capace di pensare piani molto elaborati, tirando molto spesso i ragazzi fuori dai guai.
Mansaku Matsuura: diciassettenne, soprannominato Verza. Fu mandato al riformatorio per consumo di alcool da minorenne, essendo autore di violenze da ubriaco e lasciando una vittima gravemente ferita. Nonostante i suoi crimini e le intimidatorie dimensioni fisiche, è molto gentile e tranquillo. Gli piace mangiare e tende ad essere il più allegro di tutti. È il migliore amico di Soldato, e sebbene affermi di non essere molto intelligente, è capace di imprese che li hanno aiutati a volte. Lavora per una società di costruzioni, anche se dice di farlo per il cibo.
Tadayoshi Tooyama: diciassettenne, soprannominato Soldato. Fu mandato al riformatorio per atti di violenza e detenzione abusiva. Ha colpito violentemente il fidanzato della madre, ferendolo gravemente. Sotto consiglio di Sakuragi, iniziò ad allenarsi con l'obiettivo di unirsi alle Forze di autodifesa. È il migliore amico di Verza e i due lavorano insieme. Tende a rimanere la maggior parte del tempo in modo molto disciplinato quando è in conflitto, tuttavia quando la situazione lo richiede, prenderà misure drastiche come mettersi a rischio. Dopo aver lasciato il riformatorio, si unisce all'esercito.
Jou Yokosuka: di sedici anni, soprannominato Joe, è il più silenzioso dei ragazzi. Fu mandato alla scuola disciplinare dopo aver inflitto lesioni mortali a un uomo che tentò di violentarlo. È orfano e ha una sorella minore di nome Meg; sono per metà europei e per metà giapponesi. La sua insolita pelle pallida e gli occhi blu gli conferiscono un aspetto un po' innocente e vulnerabile. Tuttavia, ha dimostrato di essere molto forte quando ha legato il Dr. Sasaki. Vuole imparare a cantare, in modo da riuscire a ritrovare sua sorella.
Ishihara: una delle guardie più anziane del riformatorio Shonan. Ishihara è un uomo brutale e sadico che si diverte a picchiare e punire gli "studenti" per i motivi più futili. Tra tutti gli studenti, riserva un profondo rancore nei confronti di Sakuragi, perché era l'unico a non temerlo. Questo ha reso Ishihara segretamente spaventato da Sakuragi, specialmente quando il ragazzo lo fissa, il che lo spinge a volerlo uccidere. Non si cura né rispetta nessuno studente o guardia del riformatorio tranne il dottor Sasaki, che lo paga per poter violare i ragazzi. Dopo aver lasciato il riformatorio, viene trovato da Mario sulla costa, in uno stato molto emaciato. Dopo essere stato affrontato da Mario, è lasciato alla sua mercé, dato lo stato miserabile in cui è divenuta la sua vita.
Gisuke Sasaki: il dottore del riformatorio Shonan. Spesso dice: "Dobbiamo trattare bene i bambini". Segretamente, però, Sasaki è un pedofilo e regolarmente molesta sessualmente i ragazzi del riformatorio. Sasaki, di solito, paga Ishihara per farsi mandare dei prigionieri così da poterli violentare; Ishihara trova piacere in ciò, a causa della sua natura sadica. In passato, Sasaki ha violato uno degli ex compagni di cella di Sakuragi, Hagino, provocando il suicidio del ragazzo. Sasaki, come Ishihara, vuole uccidere Sakuragi prima che lasci il riformatorio perché è a conoscenza dei suoi crimini e può provarli. Dopo aver lasciato il riformatorio, cerca di diventare sindaco, ma viene ostacolato dai sei ragazzi, i quali lo costringono a confessare tutti i suoi crimini, che, dopo essere stati registrati, vengono annunciati in una trasmissione televisiva durante il suo discorso per essere eletto. Sasaki viene ridicolizzato e disonorato, e privato dei suoi beni, avendoli impegnati per la sua campagna elettorale.

### Manga
La serie manga è stata scritta da George Abe e disegnata da Masasumi Kakizaki. Rainbow è stato serializzato dal 2002 al 2010, inizialmente sulla rivista Weekly Young Sunday per poi spostarsi su Big Comic Spirits, entrambe edita da Shogakukan. In seguito, i vari capitoli sono stati raccolti in ventidue volumi tankōbon pubblicati tra il 5 aprile 2003 ed il 27 febbraio 2010.
In Italia la serie è stata pubblicata da Panini Comics sotto l'etichetta Planet Manga nella collana Manga Mix dal 19 ottobre 2013 al 18 luglio 2015.

#### Volumi
| Nº | Data di prima pubblicazione | Data di prima pubblicazione | Data di prima pubblicazione | Data di prima pubblicazione |
| Nº | Giapponese                  | Giapponese                  | Italiano                    | Italiano                    |
| -- | --------------------------- | --------------------------- | --------------------------- | --------------------------- |
| 1  | 5 aprile 2003               | ISBN 4-09-153031-1          | 19 ottobre 2013             | ISBN 978-88-912-5053-7      |
| 2  | 5 luglio 2003               | ISBN 4-09-153032-X          | 23 novembre 2013            | ISBN 978-88-912-5294-4      |
| 3  | 4 ottobre 2003              | ISBN 4-09-153033-8          | 21 dicembre 2013            | ISBN 978-88-912-5295-1      |
| 4  | 26 dicembre 2003            | ISBN 4-09-153034-6          | 31 gennaio 2014             | ISBN 978-88-912-5414-6      |
| 5  | 5 aprile 2004               | ISBN 4-09-153035-4          | 28 febbraio 2014            | ISBN 978-88-912-5415-3      |
| 6  | 5 luglio 2004               | ISBN 4-09-153036-2          | 29 marzo 2014               | ISBN 978-88-912-5472-6      |
| 7  | 5 ottobre 2004              | ISBN 4-09-153037-0          | 30 aprile 2014              | ISBN 978-88-912-5474-0      |
| 8  | 27 dicembre 2004            | ISBN 4-09-153038-9          | 31 maggio 2014              | ISBN 978-88-912-5526-6      |
| 9  | 5 aprile 2005               | ISBN 4-09-153039-7          | 28 giugno 2014              | ISBN 978-88-912-5527-3      |
| 10 | 5 luglio 2005               | ISBN 4-09-153040-0          | 26 luglio 2014              | ISBN 978-88-912-5528-0      |
| 11 | 4 novembre 2005             | ISBN 4-09-153291-8          | 30 agosto 2014              | ISBN 978-88-912-5529-7      |
| 12 | 3 febbraio 2006             | ISBN 4-09-151047-7          | 27 settembre 2014           | ISBN 978-88-912-5530-3      |
| 13 | 2 maggio 2006               | ISBN 4-09-151080-9          | 25 ottobre 2014             | ISBN 978-88-912-5531-0      |
| 14 | 4 agosto 2006               | ISBN 4-09-151108-2          | 22 novembre 2014            | ISBN 978-88-912-5532-7      |
| 15 | 2 novembre 2006             | ISBN 4-09-151134-1          | 20 dicembre 2014            | ISBN 978-88-912-5533-4      |
| 16 | 5 marzo 2007                | ISBN 978-4-09-151169-0      | 24 gennaio 2015             | ISBN 978-88-912-5534-1      |
| 17 | 5 giugno 2007               | ISBN 978-4-09-151204-8      | 21 febbraio 2015            | ISBN 978-88-912-5535-8      |
| 18 | 5 settembre 2007            | ISBN 978-4-09-151226-0      | 21 marzo 2015               | ISBN 978-88-912-5536-5      |
| 19 | 28 dicembre 2007            | ISBN 978-4-09-151257-4      | 25 aprile 2015              | ISBN 978-88-912-5537-2      |
| 20 | 2 maggio 2008               | ISBN 4-09-151326-3          | 23 maggio 2015              | ISBN 978-88-912-5538-9      |
| 21 | 26 dicembre 2009            | ISBN 4-09-151477-4          | 20 giugno 2015              | ISBN 978-88-912-5539-6      |
| 22 | 27 febbraio 2010            | ISBN 978-4-09-151493-6      | 18 luglio 2015              | ISBN 978-88-912-5540-2      |

### Anime
Gli episodi, esattamente come i capitoli del manga, sono chiamati crimes (crimini). L'opening dell'anime è We're Not Alone dei Coldrain, mentre l'ending è A Far-Off Distance dei Galneryus, entrambe commissionate dalla VAP.
La serie animata ripercorre tutta la storia presente nei primi dieci volumi del fumetto, saltando solo l'episodio dedicato a Tooyama (Soldato), rimpiazzandolo con un episodio dedicato alla mano di Mario che diviene quindi l'atto conclusivo dell'anime.

#### Episodi
| Nº | Titolo italiano (traduzione letterale) Giapponese 「Kanji」 - Rōmaji | In onda           | In onda |
| Nº | Titolo italiano (traduzione letterale) Giapponese 「Kanji」 - Rōmaji | Giapponese        |         |
| 1  | Dopo la pioggia 「雨の後」 - Ame no ato                              | 6 aprile 2010     |         |
| 2  | Fuggitivo 「逃亡者」 - Tōbō-sha                                      | 13 aprile 2010    |         |
| 3  | Diffidenza 「不信」 - Fushin                                         | 20 aprile 2010    |         |
| 4  | Svanito 「色あせました」 - Iroasemashita                             | 27 aprile 2010    |         |
| 5  | Uno di questi giorni... 「最近のうちの1つ」 - Saikin no uchi no 1tsu | 4 maggio 2010     |         |
| 6  | Verità 「真実」 - Shinjitsu                                          | 11 maggio 2010    |         |
| 7  | Determinazione 「決意」 - Ketsui                                     | 18 maggio 2010    |         |
| 8  | Libertà 「自由」 - Jiyū                                              | 25 maggio 2010    |         |
| 9  | Lamento 「嘆きます」 - Nagekimasu                                    | 1º giugno 2010    |         |
| 10 | Ritorsione 「仇討ち」 - Adauchi                                      | 8 giugno 2010     |         |
| 11 | Resa dei conti 「対決」 - Taiketsu                                   | 15 giugno 2010    |         |
| 12 | Promessa 「約束」 - Yakusoku                                         | 22 giugno 2010    |         |
| 13 | Ricordi 「思い出」 - Omoide                                          | 29 giugno 2010    |         |
| 14 | Vendetta 「復讐」 - Fukushū                                          | 6 luglio 2010     |         |
| 15 | Irritazione 「刺激」 - Shigeki                                       | 13 luglio 2010    |         |
| 16 | Nascosto 「ヒドゥン」 - Hido~un                                      | 20 luglio 2010    |         |
| 17 | Separazione 「パーティング」 - Pātingu                               | 27 luglio 2010    |         |
| 18 | Duro come l'acciaio 「アンブレイカブル」 - Anbureikaburu             | 3 agosto 2010     |         |
| 19 | Riunione 「レユニオン」 - Reyunion                                   | 10 agosto 2010    |         |
| 20 | Vocazione 「天職」 - Tenshoku                                        | 17 agosto 2010    |         |
| 21 | Blindato 「装甲の」 - Sōkō no                                        | 24 agosto 2010    |         |
| 22 | Emergenza 「出現」 - Shutsugen                                       | 31 agosto 2010    |         |
| 23 | Una Possibilità 「チャンス」 - Chansu                                | 7 settembre 2010  |         |
| 24 | Disperato 「必死」 - Hisshi                                          | 14 settembre 2010 |         |
| 25 | Indipendenza 「独立」 - Dokuritsu                                    | 21 settembre 2010 |         |
| 26 | Oltre l'Arcobaleno 「虹を超えて」 - Niji o koete                     | 28 settembre 2010 |         |